# 牧岩男
牧 岩男（まき いわお、1935年12月1日 - 2009年5月30日）は、日本の生物学者。専攻分野は淡水魚。和歌山大学名誉教授。

## 来歴・人物
長野県出身。1961年に京都大学理学部動物学科を卒業後、同大学院に進み、1966年3月同大学院単位取得退学。同年4月和歌山大学助手となる。以後、講師・准教授を経て、1977年4月に和歌山大学教授に就任する。
この間、1968年3月に京都大学より理学博士号を取得した。
1987年4月から1989年3月まで教育学部長を務める。1991年4月 - 1993年3月には図書館長も務めた。
1996年4月に大阪教育大学教授に転じ、2001年3月に退官した。

## 主な書籍
著書
- Tsuda M., K.Ueda, K.Gose and I.Maki. Part8. Productivity of the Yoshino River, Nara. JIBP Synthesis Vol.10, (ed. S.Mori and G. Yamamoto) Productivity of communities in Japanese inland waters. pp339-377. Uni. Tokyo Press. 1975

訳書
- ジョン・L.クラウズリ・トンプソン『陸上の生態 (叢書〈生物・環境・人間〉』紀伊國屋書店、1978年,NCID BN00740884.